# ゼロサムプロダクション
ゼロサムプロダクション（英文名称:Zerosum Producution Inc.）は、東京都渋谷区に本社を置くAV事務所である。主にAV女優のマネジメントを手掛けている。現在のACT。

## 所属タレント
- nao.
- 今野梨乃
- 一戸のぞみ
- 結希レイナ
- 千堂ゆりあ
- 小峰ひなた
- 杏あづさ
- 西川かな
- 乙音奈々
- くるみ
- 伊藤ユリエ
- 清元英里子
- つくし